# Aki Karvonen
Aki Karvonen   (Valtimo, 31 d'agost de 1957) és un esquiador de fons finlandès, ja retirat, que destacà en els Jocs Olímpics d'Hivern de 1984.

## Carrera esportiva
Va participar en els Jocs Olímpics d'Hivern de 1984 realitzats a Sarajevo (Iugoslàvia), on aconseguí guanyar la medalla plata en la prova dels 15 km, i dues medalles de bronze en les proves de 50 km i relleus 4x10 km, a més de finalitzar cinquè en la prova de 30 quilòmetres. En els Jocs Olímpics d'Hivern de 1988 realitzats a Calgary (Canadà) participà en dues proves, finalitzant vintè en la prova dels 15 km i dinovè en els 30 quilòmetres.
Al llarg de la seva carrera aconseguí guanyar tres medalles en el Campionat del Món d'esquí nòrdic, aconseguint la medalla de plata en els 30 km. (1987) i relleus 4x10 km. (1989) i una medalla de bronze en els relleus 4x10 km. (1982).